# Карбонара ал Тичино
Карбона̀ра ал Тичѝно (на италиански: Carbonara al Ticino, на местен диалект: Carbunàra, Карбунара) е село и община в Северна Италия, провинция Павия, регион Ломбардия. Разположено е на 83 m надморска височина. Населението на общината е 1499 души (към 2017 г.).